# ダンテ・ジョーンズ (アメリカンフットボール)
ダンテ・ジョーンズ（Dante Jones 1965年3月23日- ）はテキサス州ダラス出身のアメリカンフットボール選手。NFLのシカゴ・ベアーズなどでプレーした。ポジションはラインバッカー。
オクラホマ大学では、バリー・スウィツァーヘッドコーチの下でプレーし、2年次の1985年に全米チャンピオンとなった。3年次のオレンジボウルではスペンサー・ティルマンとともにMVPに選ばれた。4年次の1987年にビッグ・エイト・カンファレンスの最優秀守備選手に選ばれた。
1988年のNFLドラフト2巡目でシカゴ・ベアーズに指名されて入団した。1992年まではわずか2試合でしか先発出場できなかったが、入団5年目の1993年、引退したマイク・シングレタリーの代わりに先発ミドルラインバッカーとなり、この年チームトップの189タックル、4インターセプトをあげた。フリーエージェントとなった彼は、カンザスシティ・チーフスからのオファーも受けたが、1994年3月、ベアーズと2年270万ドルで再契約を果たした。1995年3月7日にベアーズを解雇され、同年6月にデンバー・ブロンコスと契約を結んだ、その年11月、ブロンコスから解雇された。